# SMS Maros
SMS Maros bio je jedan od prvih riječnih monitora austro-ugraske mornarice.
Zajedno s SMS Leithom, 1878. služi za potporu austrougarske vojske tijekom okupacije Bosne i Hercegovine.
Izrezan je 1921.